# 紀陽カード
株式会社紀陽カード（きようカード）は、株式会社紀陽銀行の連結子会社で、クレジットカード会社である。

## 概要
VJAのブラザーカンパニー、株式会社ジェーシービー（JCB）のフランチャイジーであり、紀陽ホールディングスの子会社である株式会社紀陽銀行と提携した「Kiyo Card」を中心としたクレジットカードの発行及びクレジットカードの加盟店の開拓を行っている。

## 提携カード
括弧内は、提携先を示す。
- 紀陽ONE da FULLカード （株式会社紀陽銀行）